# Huta Baringin (Simangambat)
Huta Baringin is een bestuurslaag in het regentschap Padang Lawas Utara van de provincie Noord-Sumatra, Indonesië. Huta Baringin telt 550 inwoners (volkstelling 2010).